# Alfa Romeo 33 Stradale (2023)
L'Alfa Romeo 33 Stradale  est une supercar du constructeur automobile italien Alfa Romeo produite en 33 exemplaires à partir de 2023 en version thermique et 100 % électrique. Son nom fait référence à la 33 Stradale produite de 1967 à 1969.

## Présentation

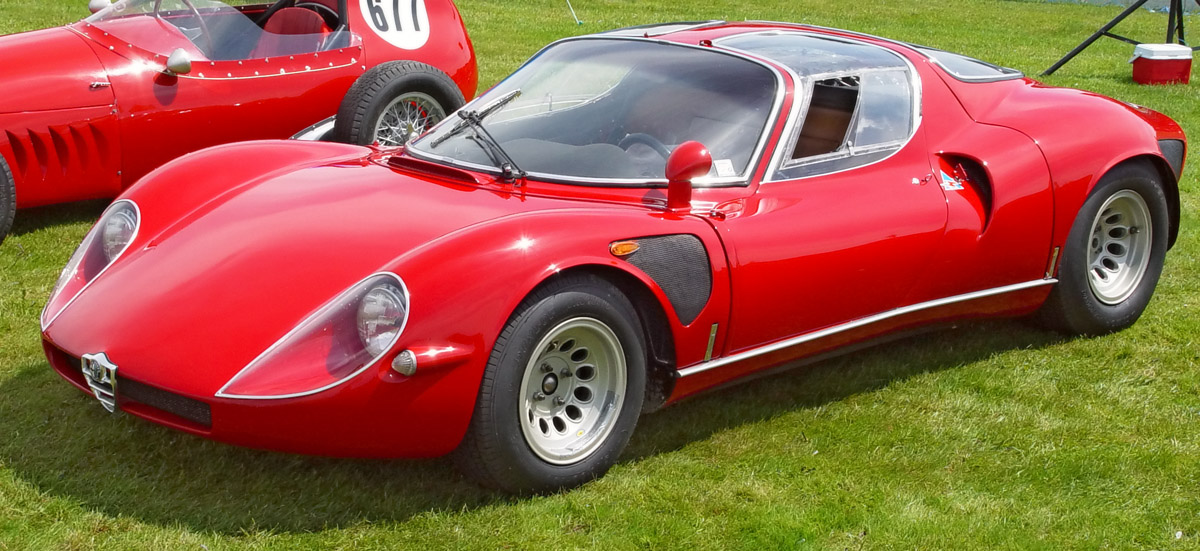
Alfa Romeo 33 Stradale de 1968.

L'Alfa Romeo 33 Stradale est présentée le 30 août 2023 au Musée historique Alfa Romeo d'Arese en Italie.
La 33 Stradale est dessinée par le Centro Stile Alfa Romeo et réalisée dans les ateliers de la Carrozzeria Touring Superleggera par le département de personnalisation Bottega d'Alfa Romeo. Au-delà du nom du véhicule, son style fait largement référence à l'Alfa Romeo 33 Stradale de la fin des années 1960 et basée sur la voiture de course Alfa Romeo Tipo 33.

## Caractéristiques techniques

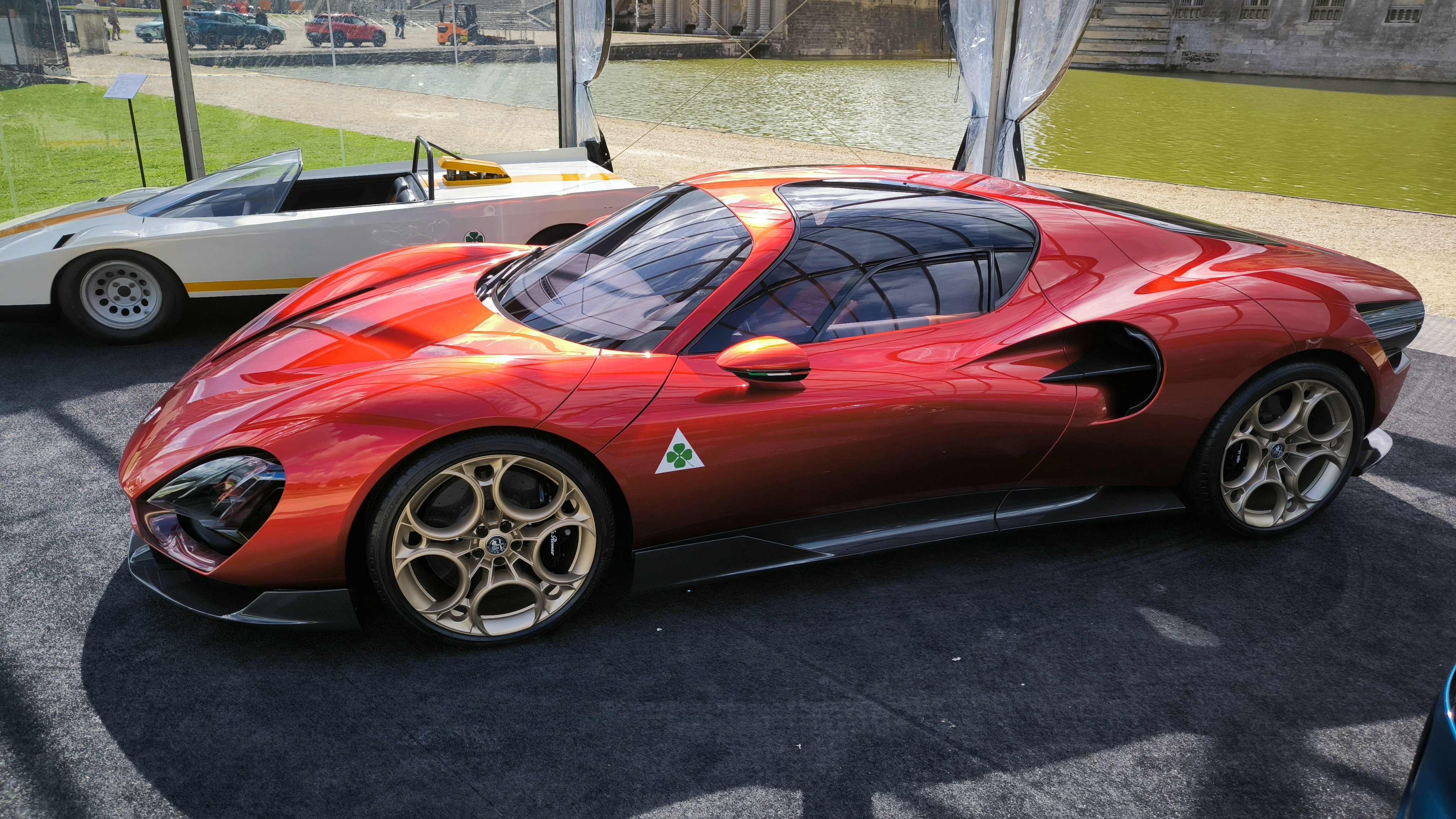
Alfa Romeo 33 Stradale de 2023

L’Alfa Romeo 33 Stradale est basée sur un châssis en H en aluminium et monocoque en fibre de carbone. Elle est équipée de freins en carbone-céramique (Brembo).

### Motorisation
L'Alfa Romeo 33 Stradale est disponible au choix avec une motorisation thermique ou électrique.
Thermique
La version thermique est dotée du V6 3.0 Nettuno, provenant de la Maserati MC20, d'une puissance de 620 Ch DIN.
| Logo d'Alfa Romeo              | Alfa Romeo 33 Stradale                           |
| Moteur                         | 6-cylindres en V                                 |
| Cylindrée (cm3)                | 2 992                                            |
| Alimentation                   | Bi-Turbo avec Wastegate à commande électronique  |
| Puissance maximale ch (kW)     | à 7 500 tr/min : 620 (456)                       |
| Couple maximal (N m)           | de 3 000 à 5 500 tr/min : 730                    |
| Boîte de vitesses              | Robotisée à double embrayage 8 rapports (Tremec) |
| Transmission                   | Propulsion                                       |
| Vitesse maximale (km/h)        | 333                                              |
| 0-100 km/h (s)                 | 3,0                                              |
| Consommation (Litres/100 km)   | 11,5                                             |
| Masse à vide (kg)              | 1 500                                            |
| Capacité du réservoir (Litres) | 60                                               |
| Émissions de CO2 (en g/km)     | 261                                              |
| Dimensions des pneumatiques    | AV : Pirelli 245/35 R20 AR : Pirelli 305/30 R20  |
| Norme environnementale         | Euro 6d                                          |

Électrique
| Logo d'Alfa Romeo                | Alfa Romeo 33 Stradale EV                       |
| Puissance moteur électrique (kW) | AV : AR :                                       |
| Puissance maximale kW (Ch DIN)   | 551 (750)                                       |
| Couple maximal (N m)             |                                                 |
| Transmission                     | Intégrale                                       |
| Vitesse maximale (km/h)          | 333                                             |
| 0-100 km/h (en s)                | 2,5                                             |
| Masse à vide (kg)                | 2 100                                           |
| Dimensions des pneumatiques      | AV : Pirelli 245/35 R20 AR : Pirelli 305/30 R20 |
| Batterie                         |                                                 |
| Type                             |                                                 |
| Capacité brute (kWh)             | 102                                             |
| Capacité nette (kWh)             | 90                                              |
| Autonomie (cycle WLTP)           | 450                                             |
| Consommation (kWh/100 km)        | 102                                             |
| Temps de recharge                |                                                 |
| sur une Wallbox 11 kW            |                                                 |
| sur une borne 22 kW              |                                                 |
| sur une borne 150 kW (DC)        |                                                 |